# Blissus occiduus
Blissus occiduus är en insektsart som beskrevs av Barber 1918. Blissus occiduus ingår i släktet Blissus och familjen Blissidae. Inga underarter finns listade i Catalogue of Life.